# プテリン
プテリン (pterin) はピラジン環とピリミジン環から構成される有機化合物である。ピリミジン環上にカルボニル酸素とアミノ基を持ち、下記に示す通りいくつかの互変異性体がある。プテリンは複素環式化合物のうち、プテリジン類に属する。
プテリンは蝶の羽の色素から初めて発見された（そのため、この名前はギリシャ語で「羽」を意味するpteronにちなんでつけられた）。生物界で広く色に関する役割を担っている物質で、酵素の触媒における補因子としての機能も知られている。
葉酸やその誘導体は、4-アミノ安息香酸とプテリンが結合した構造のプテロイン酸にグルタミン酸が縮合した構造を持ち、それらは生物内で多種類の炭素官能基の受け渡しに関わる重要な化合物群である。葉酸が関与する生合成としては、S-アデノシルメチオニンサイクルでのホモシステインのメチル化や、tRNAに結合して翻訳を開始させる N-ホルミルメチオニンを得るためのホルミル化が挙げられる。

## プテリンの互変異性体
プテリンのプロトン互変異性体のうちのいくつかを示す。

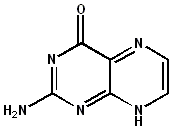
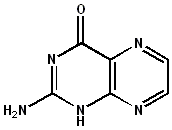
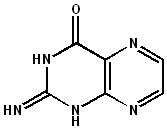
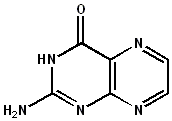
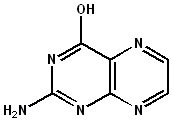

## 生合成
プテリンの生合成は、グアノシン三リン酸 (GTP) から出発する。GTP をプテリンに変える GTPシクロヒドロラーゼI は原核生物、真核生物の双方に見出される。

## 他のプテリン類
天然には機能に応じて異なる構造のプテリン誘導体が存在する。テトラヒドロビオプテリン (tetrahydrobiopterin) は、脊椎動物に存在する非抱合型プテリンで、芳香環のヒドロキシ化や一酸化窒素合成反応の補因子である。モリブドプテリン (molybdopterin) は、モリブデンと結合して酸化還元酵素の反応部位となり、ヒドロキシ化や硝酸イオンの還元に関わる。cyanopterin はプテリンの配糖体の一種で、シアノバクテリアに含まれている。